# 夢幻劇

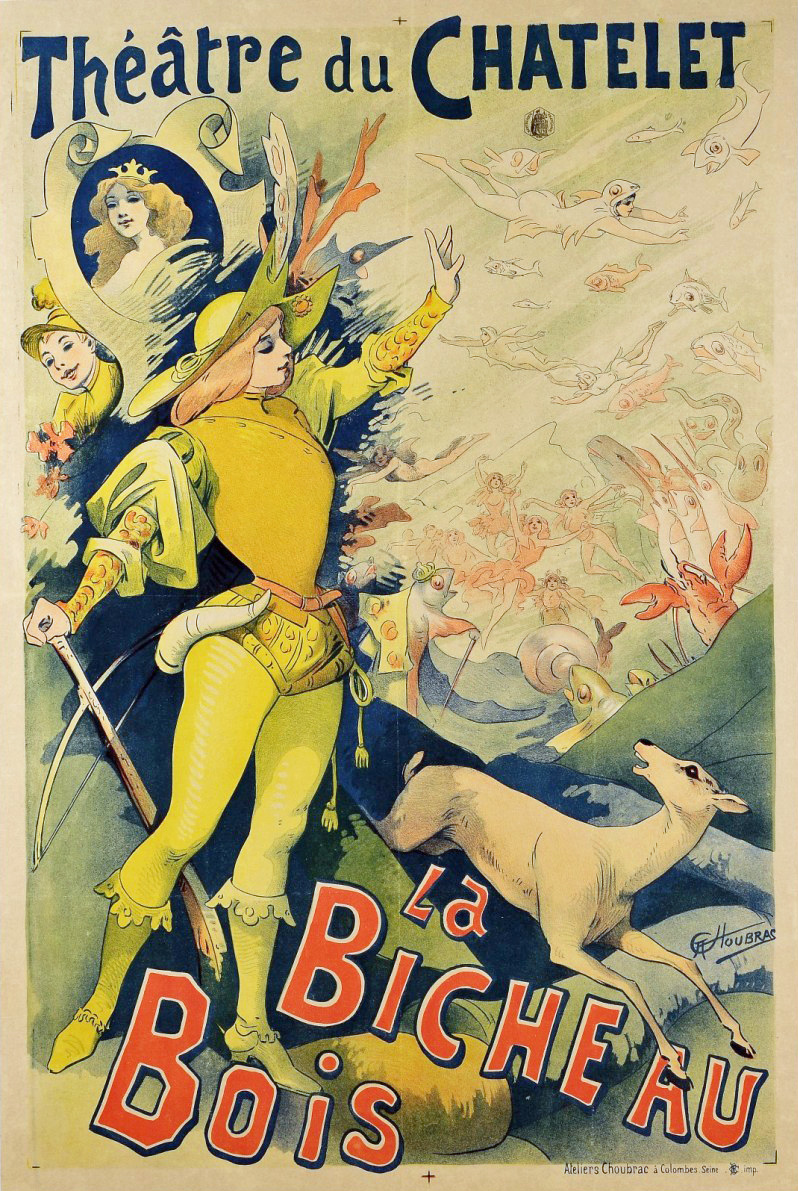
アルフレッド・シューブラックによる La Biche au bois のポスター（シャトレ座、1890年）

夢幻劇（フェリー、むげんげき、仏・英：féerie、英：fairy play）は、19世紀にフランスで流行した演劇の一ジャンル。ファンタジックなストーリーと、豪華な背景や機械的に加工された舞台効果などのスペクタクルを演出として伴うのが特徴である。音楽、ダンス、パントマイム、アクロバット、そして魔法のような舞台転換を融合させることによって、メロドラマのような明快な道徳観を持つ、超自然的な要素を多用したストーリーを展開した。1800年代初頭に生まれたこのジャンルは、19世紀を通じてフランスで絶大な人気を博し、バーレスクやミュージカル、映画などの発展に影響を与えた。

## 形式

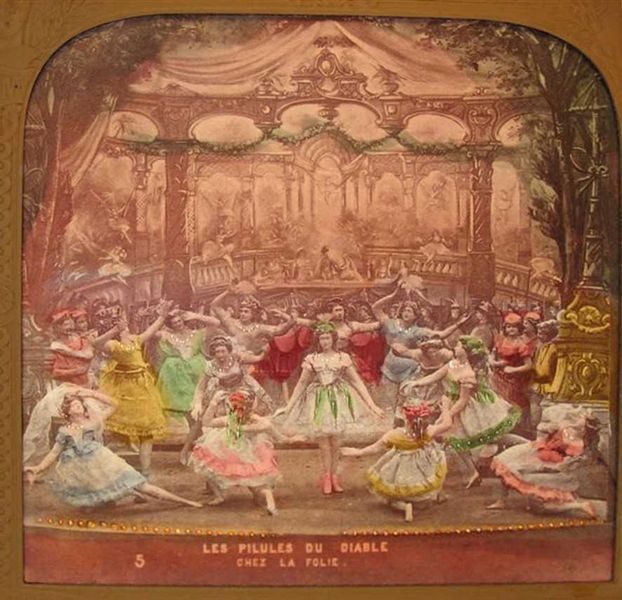
Les Pilules dudiable の一場面を用いたステレオスコープ

夢幻劇は、メルヘン的美学に基づいて、音楽、ダンス、パントマイム、アクロバットなどの諸演劇形態を組み合わせたものである。さらに、トラップドア（はねぶた）、スモークマシン、迅速に変形可能なセットといった革新的な舞台装置によって生み出される、スペクタキュラーな視覚効果を伴うという特徴があった。歌唱部分も多く含まれ、お馴染みのメロディーに新しい歌詞が付けられることが多かった。さらに観客の目の前で魔法のように場面が変わる舞台転換シーン（transformation scene）も重要な要素である。1830年までは、夢幻劇のほとんどの舞台転換は全景転換であった。最後の舞台転換は、盛大な音楽を伴って、しばしば美しいSupernumerary actorたちが空から降りてきたりワイヤーに吊るされたりして登場するグランド・フィナーレ、「アポテオーシス」へとつながっていく。

これらの要素、特にスペクタクルや舞台効果は、物語そのものよりもはるかに目立つものだった。評論家のフランシスク・サルセーは、夢幻劇においては、脚本家よりもデザインや演出を担当するスタッフを重要視すべきだと述べており、脚本それ自体はあまりにも支離滅裂であるため「最初と最後を入れ替えることもできてしまう」と指摘した。テオフィル・ゴーティエは、大成功を収めた夢幻劇 Les Pilules du diable について、これを純粋なパントマイム作品として上演すれば、台詞が観客が楽しみにしているスペクタクルから気を散らしてしまうこともなくなるだろうと、皮肉を込めて述べている。革新的な舞台技術を通して、童話の世界や、子供のような不思議な感覚を彷彿とさせるような、まばゆいばかりの夢のような光景の数々を、総合的に楽しむことができたのである。『青い鳥 The Blue Bird』のレビューにおいて『Journal des débats』誌のライターは、華やかな軽薄さを持つ典型的な夢幻劇を風刺しつつも、夢幻劇の持つ創造性に対する大きな可能性を肯定的に評価している。
荒唐無稽なアドベンチャーやバーレスク的な思い付きの馬鹿げた混ぜ合わせではなく、他方でトリック、衣装、装飾の陳列のみで構成される夢幻劇、これほど珍しいものはない……それにしても、詩的な想像力に夢幻劇がもたらしてくれるものの何と多いことか！
夢幻劇のプロットは通常、シャルル・ペローやドーノワ夫人の作品など、フランスの伝統的な童話を参考にしたものが多く、『千夜一夜物語』など外部の物語を参考にしたものや、オリジナルのプロットを作成したものもあった。メロドラマと同じように、夢幻劇では善と悪の戦いが描かれる。しかし、メロドラマが両極端の存在を暗示するだけだったのに対し、夢幻劇はそれらを魔女やノームなどの超自然的な生き物として具現化することで平然と表現した。また、愛や義務、美徳といったテーマに関する教訓を盛り込んだ台詞回しによって、明確な道徳的トーンが強調されていた。フルサイズでの上演時間はたいてい数時間に及ぶ。

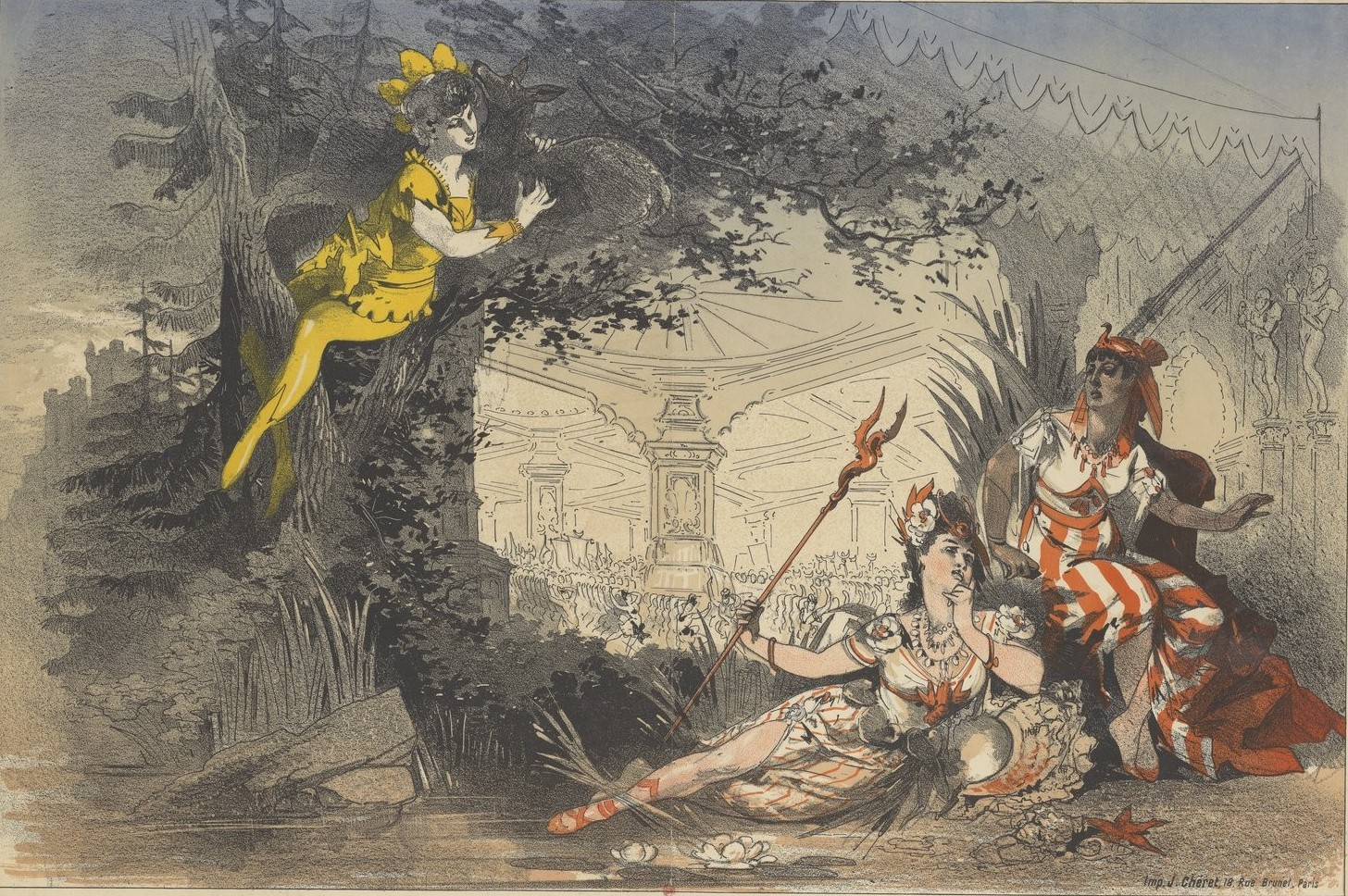
La Biche aubois（1876年）のポスター

超自然的な存在の中で、4人の人間が登場「人物」として現れる。2人の若い恋人（アンジェーヌとヒロイックなその求婚者）、アンジェーヌの愛情をめぐるしばしばコミカルで奇怪なライバル、食べることに夢中な怠け者の従者、この4人である。登場人物たちは、超自然的な力によって幻想的な風景や数々の冒険へと誘われる。その際、人や物、場所を変化させる魔法のお守り（タリスマン）が用いられることが多い。クライマックスのアポテオーシス（神格化）において、恋人たちはまばゆいばかりの効果のもとに再会する。

## 歴史

### 起源

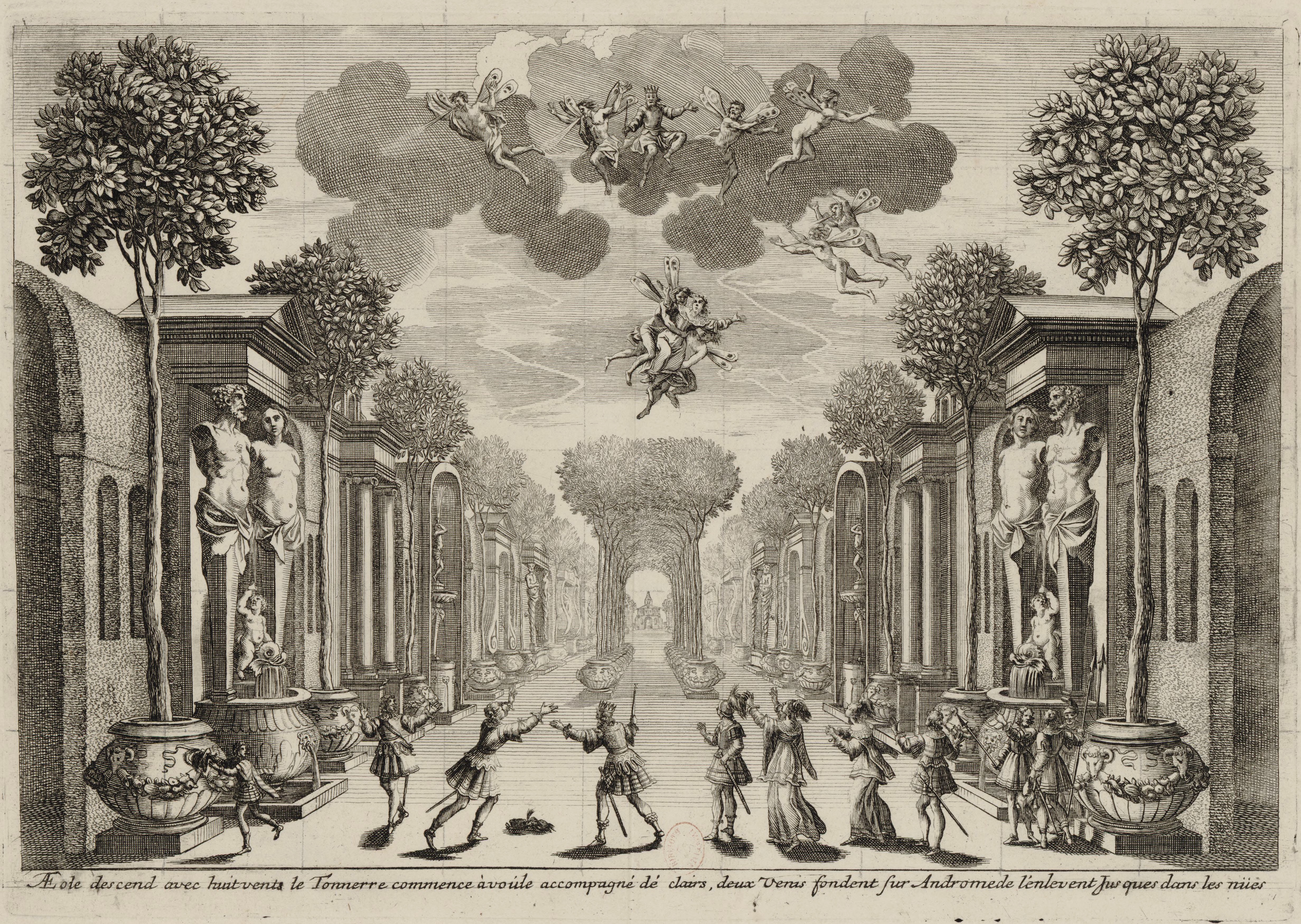
夢幻劇の前身、コルネイユの Andromède オリジナル版より

夢幻劇の起源は、ルネサンス期の宮廷バレエに遡る。宮廷バレエとは、カトリーヌ・ド・メディチやフランス王アンリ4世などの宮廷指導者が、神話や寓話を題材にした華やかなデザインのバレエを依頼したものである。また今ひとつの注目すべき先駆けとして、17世紀半ばにテアトル・デュ・マレで流行した pièces à machines（"plays with machines"、機械演劇）のジャンルがある。こちらも神話を題材にしたもので、小規模な代表例としてのモリエールの『プシシェ』をはじめ、コルネイユの Andromède や La Toison d'or  もこのジャンルに含まれる。これらのジャンルは、イタリアの建築家たち、特にニコラ・サバティーニの演劇工学的な仕事による貢献が大きい。これらの作品は、Théâtre des Jeunes-Artistes の Arlequin dans un oeuf や、アラン＝ルネ・ルサージュの Les Eaux de Merlin といった18世紀のフェアグラウンド・パントマイム（théâtre de la foire）に道を開いた。フェアグラウンド・パントマイムは、コンメディア・デッラルテのモチーフと、演劇的なスペクタクルによる豪華なファンタジーを組み合わせたもので、19世紀の夢幻劇の最も直接的な前身となった。
フランス革命によって生じたブルジョワジーという大量の新しい観客たちを満足させるため、フランス演劇界には大きな変化がもたらされた。ブルジョワの好みに合わせて、様々ジャンルが生まれた。フェアグラウンドからの影響とヴォードヴィル・コメディの笑劇風のスタイルを組み合わせた夢幻劇は、当初はメロドラマの一形態だったが、両者のギャップはすぐに顕著になっていった。19世紀の観客にとって、この2つのジャンルは対極に位置していた。すなわち、観客の涙を誘うよう計算されたプロットを持つメロドラマ、観客の笑いを誘うよう設計されたエンターテイメントを提供する夢幻劇、という両極である。初期の試みとしては、Cuvelier de Trieが1801年に『親指トム』を、1802年には『長靴をはいた猫』を翻案したのが有名である。夢幻劇の発展には、古典的な童話の文学性に対するフランス人の関心の高まりや、フランスで初めて出版された『千夜一夜物語』の人気が貢献していた。

### 19世紀前半

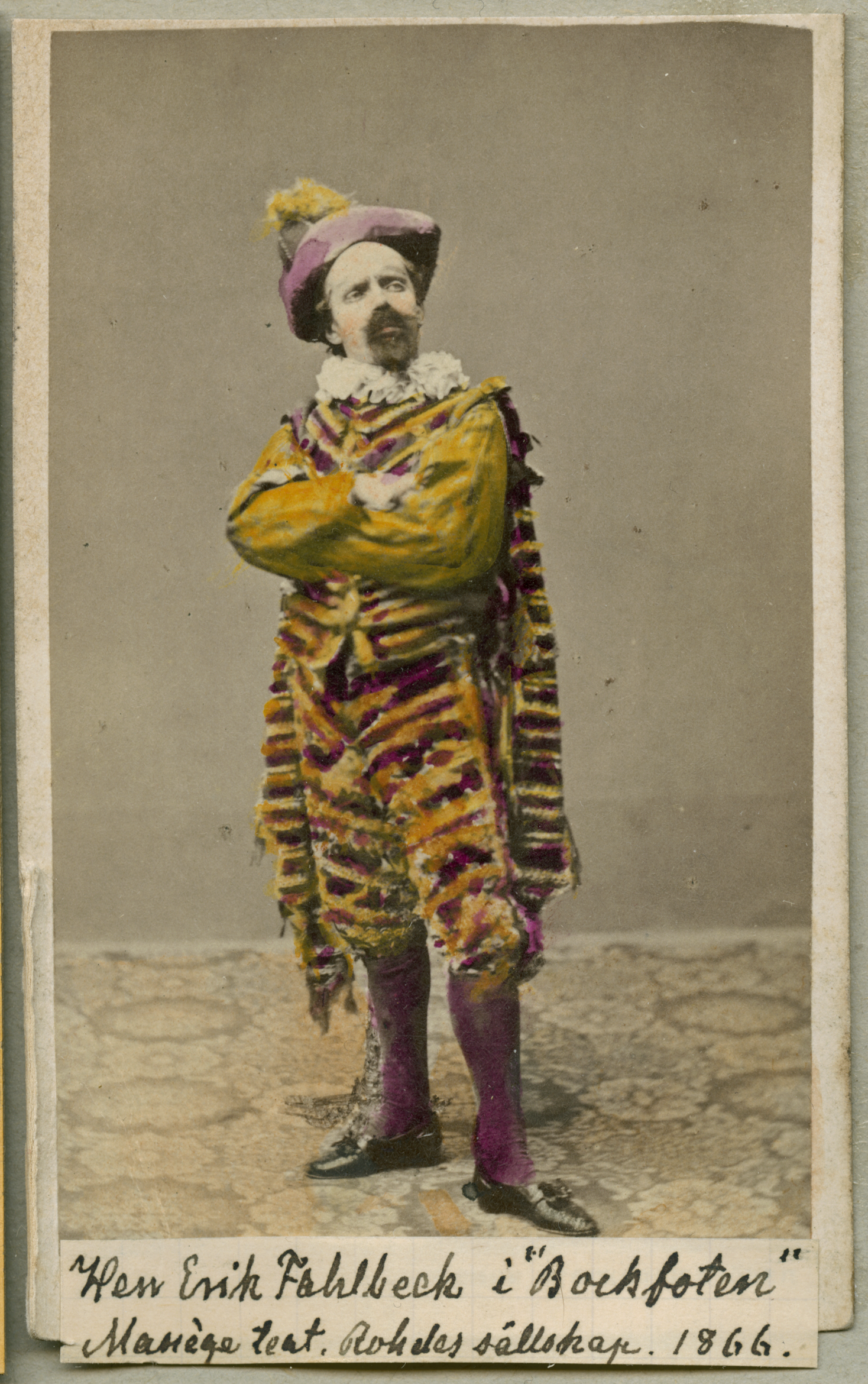
スウェーデンで制作された Le Pied de mouton のエリック・ファールベック（1866年）

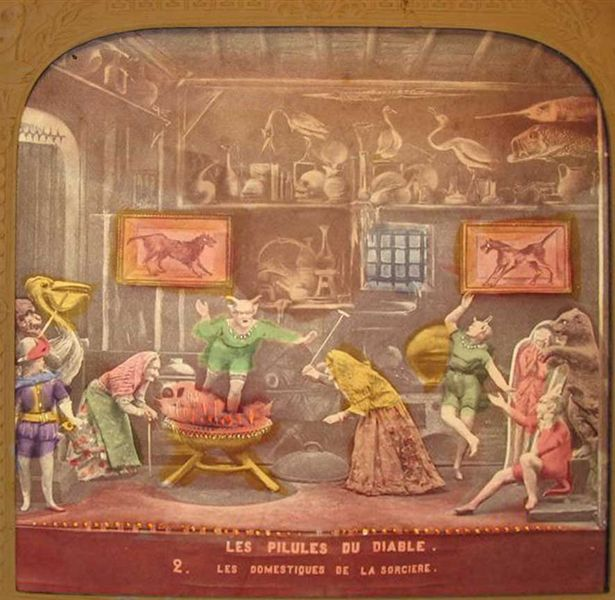
Les Pilules dudiable の一場面を用いたステレオカード

19世紀的な意味での本格的な夢幻劇は、1806年12月6日にゲテ・モンパルナス劇場（ゲテ座）で初演された Le Pied de mouton（『羊の脚』）から始まったと言われる。この作品は、Alphonse Martainvilleが俳優のCésar Ribiéと共同で書いたもので、恋に悩む英雄グスマンが、恋人レオノーラを悪役のライバルの手から救うために旅をする物語である。グスマンは、魔法のお守り・タリスマン（タイトルの通り、羊の脚）の助けを借りて、美徳と義務の大切さを説く妖精に見守られながら、音楽、バレエ、決闘などのスパイスを効かせた壮大な試練の数々を乗り越えていく。肖像画が動いたり、人が飛んだり、付き添い人がギタリストに変身したり、食べ物が消えたりと、舞台装置を活用しながら不思議な出来事が自由に展開されていく。最後には、愛がすべてを克服し、妖精が再び介入して、悪に対する善の勝利を確かなものにする。
Le Pied de mouton は大成功を収め、何度も再演された。この作品は、その後100年間にわたる夢幻劇の標準的な形式を確立した。それはすなわち、主人公（たち）がスペクタクルな場面を通じて一連の冒険をする物語であり、しばしば観客の目の前で舞台装置が「魔法のように」転換する、というものである。この作品は、このジャンルの典型的な例として引用され続けている。

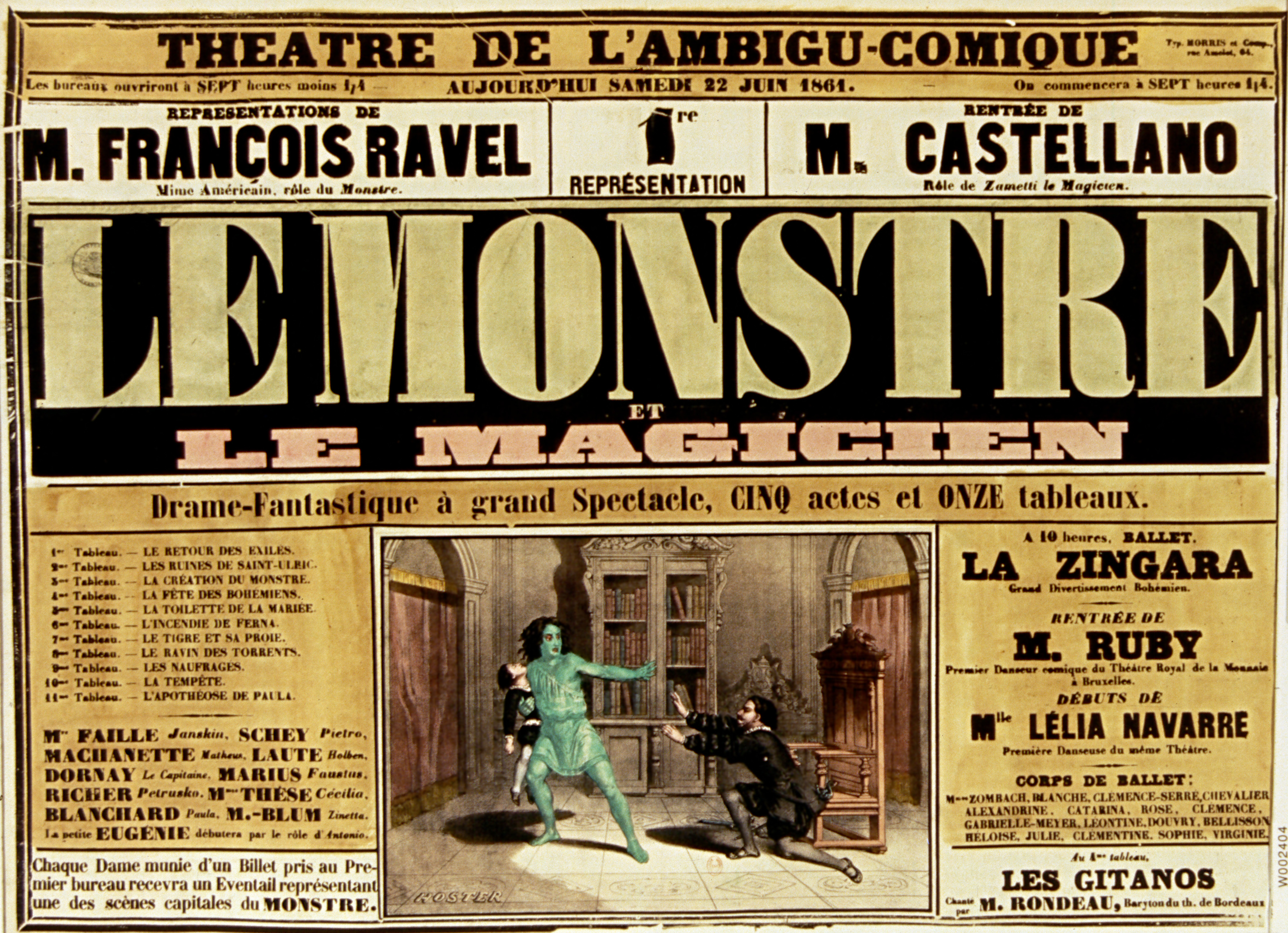
Le Monstre et lemagicien のポスター（1861年）

一度確立された夢幻劇形式は瞬く間に流行し、1800年から1820年の間に60本もの夢幻劇が製作された。1826年にポルト・サン・マルタン劇場で上演された「メロドラマ・フェリー」の Le Monstre et le magicien は、ゴシック調でメアリー・シェリーの『フランケンシュタイン』を下敷きにしているというテーマ面だけでなく、文字通りの意味でも新境地（新しい床）を開拓した。イギリス人デザイナーのトムキンスを起用して、舞台の床にトラップドアの複雑な仕掛けを新たに施したのである。トラップドア（はねぶた）は夢幻劇の定番の仕掛けとなった一方、舞台におけるゴシック・フィクションの流行は1830年代までには落ち着いた。ギルベール・ド・ピクセレクールの代表作である Ondine または La Nymphe des Eaux（1830年）は、人間と超自然的な存在との恋愛を描いた作品の流行のきっかけとなった作品で、死すべき存在である人間と恋に落ちて魂を手に入れた水の精オンディーヌの、バレエティックな恋愛物語である。舞台機構の技術的な進歩は、すぐに新しい夢幻劇作品に取り込まれていった。1830年代後半にパリの主要な劇場に導入されたガス灯は、よりリアルな舞台装置と様々な雰囲気の演出を可能にし、ライムライトは太陽の光や月の光を再現するために特に有用なものとなった。同様に、ルイ・ダゲールが発明したジオラマ――照明の変化によって動きがもたらされ、移り変わっていく舞台装置――は、夢幻劇の転換演出に大きな影響を与えた。
Le Pied de mouton の成功に匹敵する最初の大ヒット作は、シルク・オリンピックの  Les Pilules du diable（1839年）である。ヴォードヴィル作家のオーギュスト・アニセ＝ブルジョワと、サーカス作品の脚本家であるラルーとローランの2人が脚本を書いたもので、初期の夢幻劇よりも舞台効果は豪華になっていたが、プロットは以下のようなお馴染みのものだった。アンジェーヌであるイザベルに夢中の、金持ちのイダルゴ（下級貴族）、ソティネスが、彼女とその恋人アルベールを追いかけて壮大で奇想天外な冒険を繰り広げるというものである。Les Pilules du diable は広く再演され、模倣され、おそらく最も有名な夢幻劇となった。
その後、La Biche au bois 、La Chatte Blanche 、Peau d'Âne など、童話や騎士道物語から大いに借用しつつ、当時の流行に合わせてストーリーを変えた作品がヒットした。人気劇作家のアドルフ・デネリーは、1844年に Les Sept Châteaux du diable（『七つの大罪の城』）という道徳劇風のファンタジーをゲイテ劇場でヒットさせた。若いカップルが、七つの大罪を象徴する城において数々の誘惑に立ち向かう、という物語である。デネリーによる他の夢幻劇の中には、同様に道徳的な作品 Rothomago（1862年）がある。
多作で知られるコニャール兄弟の作品群も、多くの成功を収めた夢幻劇である。『千夜一夜物語』を翻案した1843年の Les Mille et une nuits は、このジャンルに異国情緒を取り入れながらも、ヴォードヴィルのような軽快な台詞回しを保っていた。コニャール作品としては他にも、カフェ・コンセールで活躍したテレーザを起用した La Chatte blanche、トリック満載の La Poudre de Perlinpinpin、1858年にヴォードヴィル作家のClairvilleと共同制作され、それまでの主要な夢幻劇作品のほとんどに対する参照と引喩が散りばめられた喜劇スペクタクル Les Bibelots du diable などがある。Le Pied de mouton と Les Pilules du diable での喜劇的な傾向は、Les Sept Châteaux、Perlinpinpin、Les Bibelots など、成功作の多くで強調されていた。

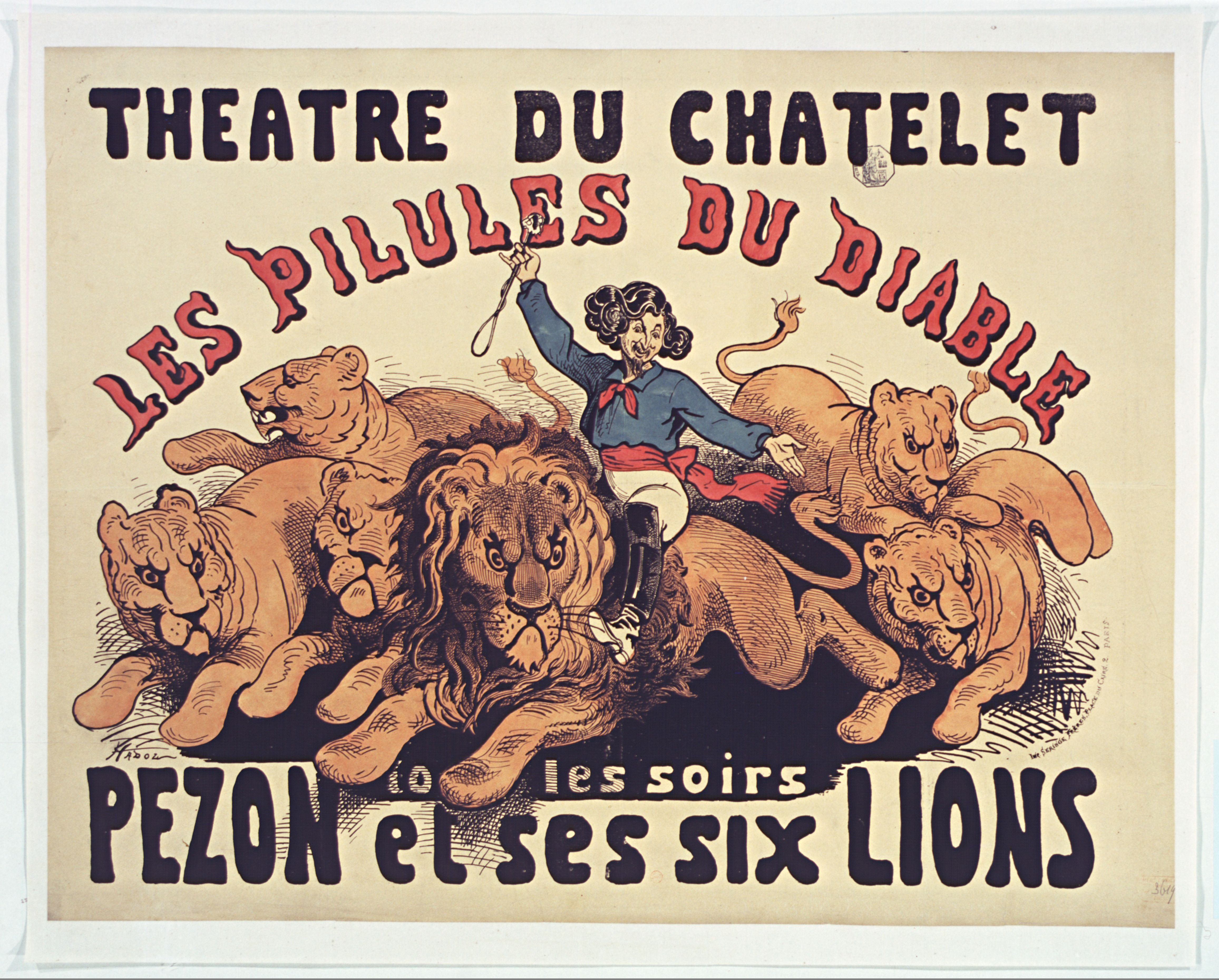
LesPilules dudiable のポスター（シャトレ座、1874年）

夢幻劇は大規模なスペクタクルであるため、最も大きく設備面も充実したパリの舞台が会場として最も需要を集めた。元々は政治や馬術関係のイベントに使われていたアリーナ、シルク・オリンピックでは、奥行きのあるステージを利用して豪華な夢幻劇が上演された。しかし最終的にはスペクタクル上演のために特別に建造された新しいオーディトリアム、シャトレ座に取って代わられることとなった。ポルト・サン・マルタン劇場は、元々オペラ作品用に設計されていたが、夢幻劇の要求に適した舞台と機構を備えていたことから、マルク・フルニエによるディレクションのもと、このジャンルで隆盛を誇った。

### 19世紀後半

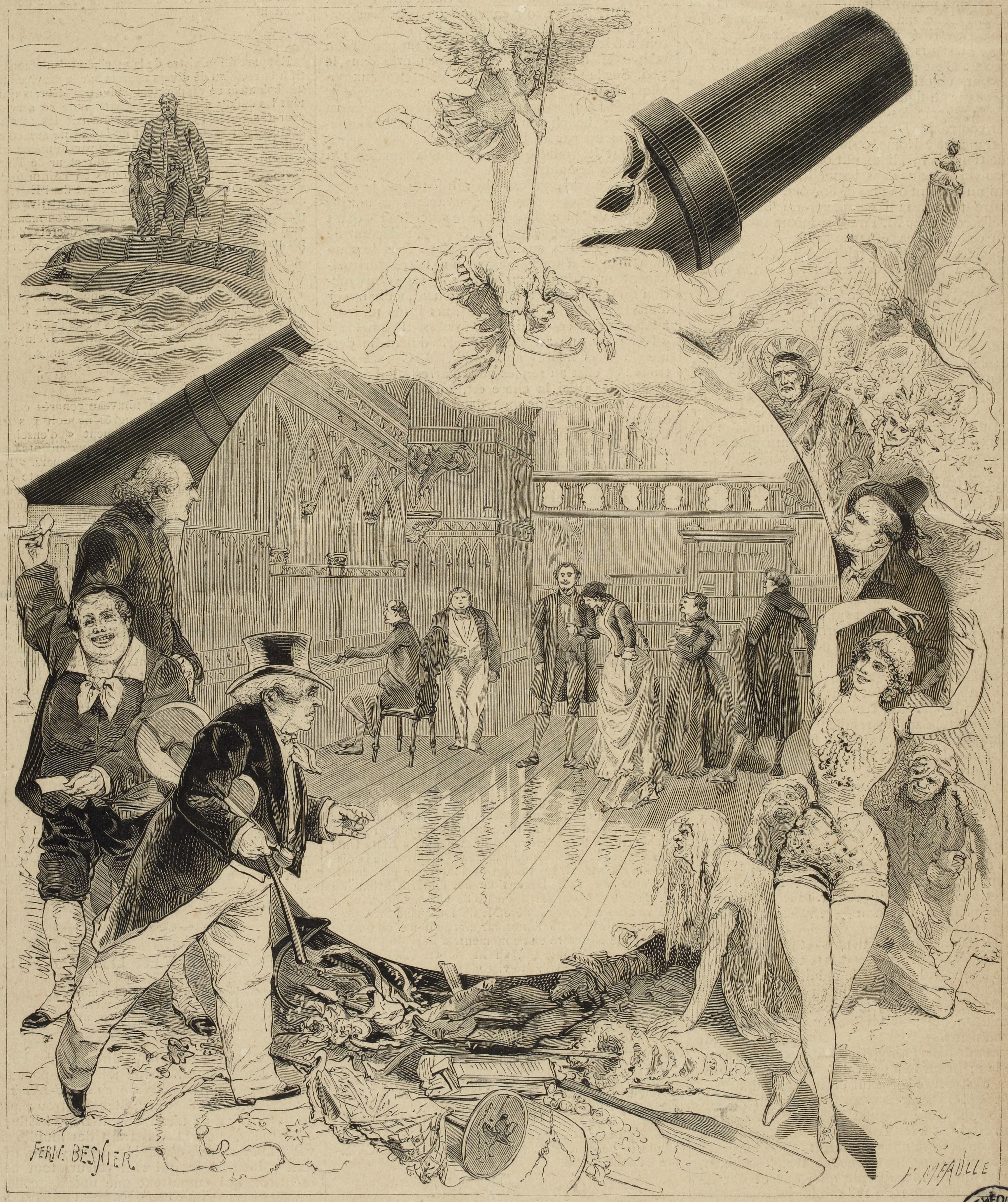
ジュール・ヴェルヌの夢幻劇Journey Through the Impossible の一場面

19世紀半ばには、夢幻劇は大衆文化における童話のストーリーテリングにとって最も重要な場の一つとなり、当時の一流の作家たちをも魅了し、尊重されていた。テオフィル・ゴーティエは、演劇作家としての立場から、夢幻劇を、その場面転換や魔法のような演出を夢に例えつつ批評した。
夏の魅力的なスペクタクルといえば夢幻劇である！
注意を惹くことなしに理屈抜きに展開していく、それはまるで白昼夢のよう。……（それは）形、色、光のシンフォニー…… 鮮やかな衣装を身にまとった登場人物たちは、絶え間なく変化する絵画世界の中をさまよい歩き、パニックに陥ったり、呆然としたり、互いを追いかけ回したり、探し回ったりする。どこへ向かうのか誰にもわからない行動を取り戻そうとして。だが、そんなことはどうでもいい！心地よい夜を手に入れるには、目の輝きだけで十分なのだから。
夢幻劇の人気は1850年代に最初のピークを迎えた。1850年代末、Les Bibelots du diable のころになると、焦点は物語のプロットから、独自の方法によるエクストラヴァガンザへと移っていった。SiraudinとDelacourの風刺劇 La Queue de la poêle（1856年）は、フレデリック・ルメートルが L'Auberge des Adrets でメロドラマというジャンルに対して行ったのと同じように、このジャンルの慣習をパロディ化したものである。
1860年代にはやや時代遅れなジャンルと見なされていたが、1871年から1890年代にかけて人気が再燃し、古典的な作品がより豪華な形で上演された。1885年に出版された舞台芸術辞典の中で、アルトゥール・プージャンは、「観客たちはこの本物の魔法のようなエンターテインメントを愛しており、どんな（夢幻劇の）公演にも必ず大勢集まってくる」と述べ、「真の詩人の手にかかれば、きっととても魅力的な娯楽になるだろう。観る者の気まぐれな想像力の中に自由に入り込み、心を楽しませ、視線を魅了することができるのだから」と夢幻劇を称賛している。
ボードレールの詩集『悪の華』に収録された詩のひとつ L'Irreparable は、彼が惚れ込んでいた女優のマリー・ドーブランが主演する夢幻劇 La Belle aux Cheveaux d'Or にインスパイアされたものである。フロベールは、1863年に長編の夢幻劇 Le Château des cœurs を書いたが、結局上演されなかった。ジュール・ヴェルヌはアドルフ・ダンネリーと共同で執筆した Journey Through the Impossible（1881年）でこのジャンルに貢献した。この作品では、彼自身の良く知られた小説のテーマや登場人物がフィーチャーされている。メーテルリンクの『青い鳥』（1908年）も同様に夢幻劇と呼ばれているが、シャトレ座の古典的な作品に比べて、はるかに詩的かつ知的な作品であることが指摘されている。

### その後

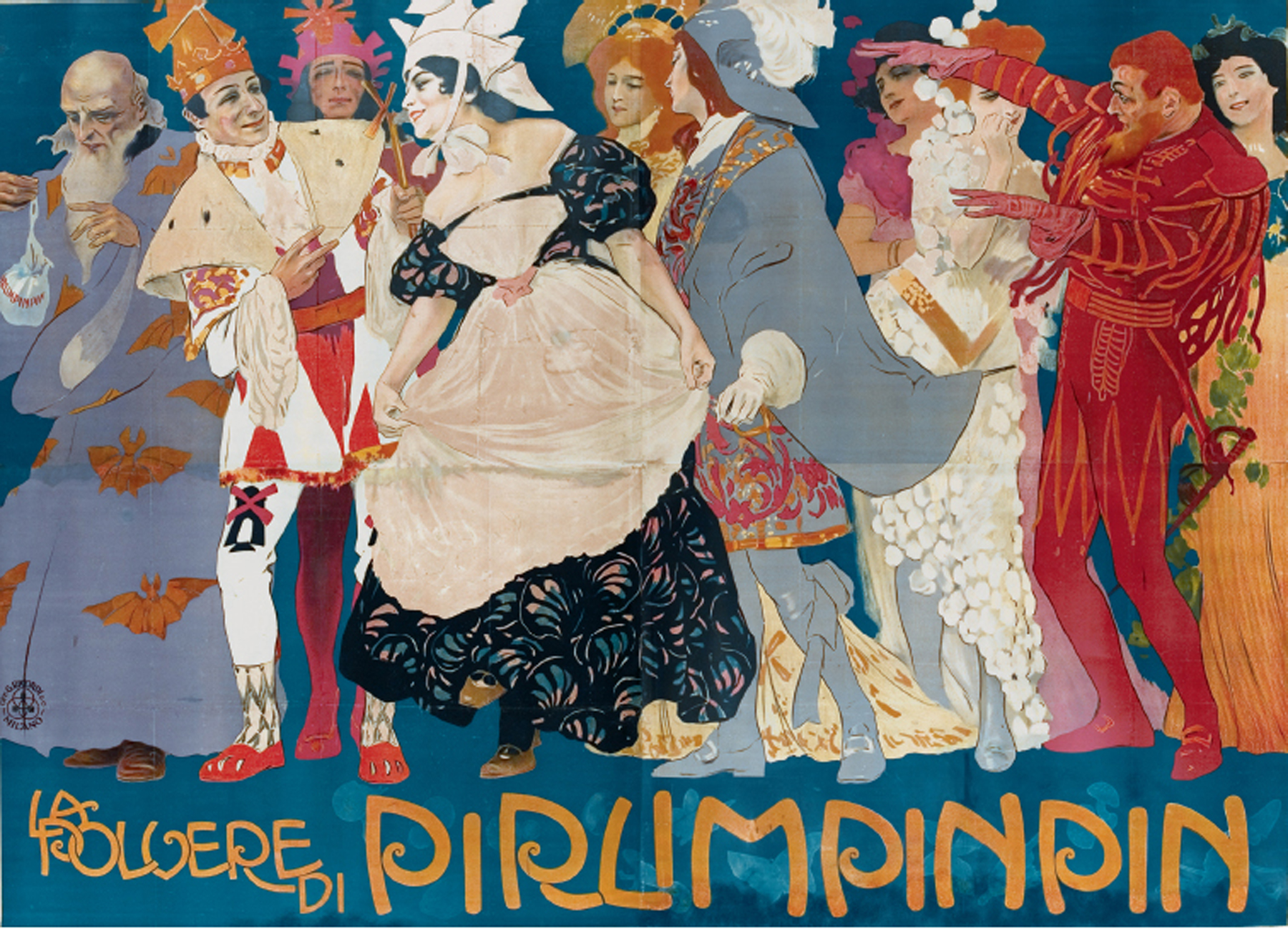
La Poudre dePerlinpinpin（1907年）イタリア語版のポスター

ジュール・ヴェルヌの小説を下敷きにしたジャック・オッフェンバックの『月世界旅行  La Voyage dans la lune』（1875年）以降、一部の夢幻劇作品では科学技術的な主題をプロットに組み込む傾向が見られるようになった。これはジュール・ヴェルヌの作品の人気と影響によるところが大きかった。これに関連して、ヴェルヌに由来する人気の高いジャンルがある。それは「大スペクタクル作品（pièce de grand spectacle）」と呼ばれるもので、カラフルでありながらファンタジー的ではないプロットをもとにした、絢爛豪華な作品である。このジャンルは、ヴェルヌとデネリーが1874年にドラマ化して大ヒットした『八十日間世界一周』に始まり、その後に同じチームの手になる『グラント船長の子供たち』と『皇帝の密使ミハイル・ストロゴフ』という2つの作品が続いた。アルフォンス・ドーデは『世界一周』について「あらゆる夢幻劇の中で最も豪華で独創的」と述べ、ジュール・クラルティは、ある芝居通の観客が La Biche au bois の「機関車版」と表現しているのを耳にしたという。最終的には、『世界一周』と『ミハイル・ストロゴフ』が大成功を収め、「古典的」な夢幻劇と同じように魔法を使った形式に対抗して、「大スペクタクル作品」が独自のジャンルとして体系化されることとなった。
19世紀末までには、夢幻劇は人気を失い、子供向けの娯楽として見られるようになっていた。別のメディアである映画が視覚的なストーリーテリングの形態として伸長はじめるのと時を同じくして、夢幻劇はフランスの舞台から姿を消していった。

## 用語の変遷
夢幻劇を表す"féerie"（フェリー）という言葉は、元々形容詞的に使われ始めた。作品ジャンルを宣伝するために、より意味の確立された説明的な用語と一緒に使用されていたのである。最初期の夢幻劇の多くは、"mélodrame-féeries"（「メロドラマ・フェリー」、1800年から1810年の間に上演された夢幻劇の半分がこう表現された）として宣伝されたが、1810年代にはこの表現は使われなくなった。1840年代には、Deburauが生み出した "pantomime-féeries"（「パントマイム・フェリー」）という言葉が流行したほか、"folie-féeries"（「フォリー・フェリー」）や "comédie-féeries"（「コメディ・フェリー」）といった表現も使われた。音楽により重点を置いた "opéra-féeries"（「オペラ・フェリー」）は1820年代から盛んになり、『月世界旅行』など、オペレッタの一形態として発展していった。
最も人気があったのは "vaudeville-féeries"（「ヴォードヴィル・フェリー」）で、ヴォードヴィルの劇作家によって書かれ、他の作品よりも歌やジョークが多く盛り込まれていた。この形式は1840年代後半には非常に広く普及していたため、"vaudeville-féeries" は単に "féeries"  と呼ばれるようになり、その独特のトーンがこのジャンル全体の標準となった。

## 各国におけるバリエーション
ジェームズ・プランシェは、1821年に新婚旅行で訪れたポルト・サン・マルタン劇場で夢幻劇を観賞し、このジャンルを「フェアリー・エクストラヴァガンザ」としてイギリスに持ち込んだ。彼は1836年から1854年までの間に、ロンドンで約20のフェアリー・エクストラヴァガンザを上演している。19世紀のパントマイムも夢幻劇と強い類似性があり、ある評論家はニュージーランドの新聞で、Les 400 coups du diable について「名前以外のあらゆる部分が我々のクリスマス・パントマイムによく似た童話劇」と評している。夢幻劇は童話をテーマにしていることから、ジェームス・マシュー・バリーの『ピーター・パン』など、後のイギリスにおける「童話劇 fairy plays」や、ライマン・フランク・ボームのミュージカル版『オズの魔法使い』などのアメリカの童話エクストラヴァガンザとも比較されることが多い。

童話エクストラヴァガンザ『オズの魔法使い The Wizard of Oz』（1903年）のポスター

スペインでは、夢幻劇によく似たジャンルである comedia de magia が、1715年にJuan Salvo y Velaの作品で台頭してきた。1829年にJuan Grimaldiが Pied de mouton をスペインの舞台で上演したときには、この形式はすっかり定着していた。Grimaldiの作品 La Pata de Cabra は人気を博し、広く模倣された。
ロシアでは、童話のようなスペクタクルの概念とナラティヴ・バレエが融合して、ballet-féerie（「バレエ・フェリー」）が生まれた。この形式は、名称をフランスのジャンルから、踊りの特徴をイタリアの ballo grande スタイルから取ったものである。伝統的なバレエよりも低級でより商業的な娯楽とみなされることが多く、19世紀後半のロシアの多くの批評家によって、バレエの伝統を脅かす外来種であるとして攻撃された。しかし一方で、芸術的には非常に注目を集めた。チャイコフスキーの『眠れる森の美女』と『くるみ割り人形』は、いずれもこのバレエ・フェリーである。バレエ・フェリーは、フランスの夢幻劇と同様、スペクタクル性と舞台効果を重視する。それまでの舞踊作品では、プリマ・バレリーナのテクニックやソロの妙技が強調されていたが、このジャンルにおいては、アンサンブルの踊りや魔法のような変身、動きや色で演出された舞台転換が重視された。

## 後世への影響

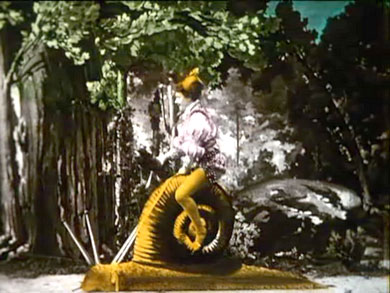
アルベール・カペラニによる Le Pied de mouton の映画版（1907年）

ジョルジュ・メリエスは、1899年の映画版『シンデレラ』で、発展途上にあった映画の世界へ夢幻劇を新たに持ち込んだ。エドウィン・S・ポーター、セシル・ヘプワース、フェルディナンド・ゼッカ、アルベール・カペラニなどの先駆者たちが、童話を夢幻劇のスタイルで映画化したり、Le Pied de mouton、Les Sept Châteaux du diable、La Biche au bois などの人気のある夢幻劇を映画化したりしたことで、夢幻劇は急速に20世紀初頭の映画界で最も人気があり豪勢に上映されるジャンルのひとつとなった。メリエスは主要な映画の多くを夢幻劇としてデザインすることで、このジャンルを先頭で牽引し続けた。彼の作品全体に、このジャンルの影響が色濃く反映されている。ジャック・ドゥミの映画『ロバと王女 Peau d'âne』（1970年）も夢幻劇の強い影響を感じさせるものであり、Emile Vanderburch、Evrard Laurencin、Charles Clairvilleによる同名の夢幻劇の要素が盛り込まれている。
劇場でスペクタクル、コメディー、音楽を融合させる方法を模索していた夢幻劇は、バーレスクやミュージカル・コメディーの発展にも影響を与えた。フェルディナンド・ゼッカは、メリエスの伝統を受け継いで映画を作ってきた自身のキャリアを振り返って、このジャンルの力を次のように語っている。「私が最も期待を寄せていたのは、ドラマでもアクロバット映画でもない。夢幻劇なのだ」。